# Cioloș-kormány
A Cioloș-kormány Románia kormánya volt. A 23 tagú szakértői kabinet 2015. november 17. és 2017. január 4. között volt hivatalban.

## Kormányösszetétel
2015. november 17-től:
| Név | Hivatal kezdete     | Hivatal vége        | Párt           | Megjegyzés                               |
| Miniszterelnök                                                                                            | Miniszterelnök      | Miniszterelnök      | Miniszterelnök | Miniszterelnök                           |
| --- | ------------------- | ------------------- | -------------- | ---------------------------------------- |
| Dacian Cioloș                                                                                             | 2015. november 17.  | 2017. január 4.     | pártonkívüli   |                                          |
| Közigazgatási és regionális fejlesztési miniszter (egyben miniszterelnök-helyettes)                       |                     |                     |                |                                          |
| Vasile Dîncu                                                                                              | 2015. november 17.  | 2017. január 4.     | pártonkívüli   |                                          |
| Gazdasági, kereskedelmi és üzleti szférával való kapcsolatok minisztere (egyben miniszterelnök-helyettes) |                     |                     |                |                                          |
| Costin Borc                                                                                               | 2015. november 17.  | 2017. január 4.     | pártonkívüli   |                                          |
| Külügyminiszter                                                                                           |                     |                     |                |                                          |
| Lazăr Comănescu                                                                                           | 2015. november 17.  | 2017. január 4.     | pártonkívüli   |                                          |
| Belügyminiszter                                                                                           |                     |                     |                |                                          |
| Petre Tobă                                                                                                | 2015. november 17.  | 2016. szeptember 7. | pártonkívüli   |                                          |
| Ioan Dragoș Tudorache                                                                                     | 2016. szeptember 7. | 2017. január 4.     | pártonkívüli   |                                          |
| Mezőgazdasági és vidékfejlesztési miniszter                                                               |                     |                     |                |                                          |
| Achim Irimescu                                                                                            | 2015. november 17.  | 2017. január 4.     | pártonkívüli   |                                          |
| Nemzetvédelmi miniszter                                                                                   |                     |                     |                |                                          |
| Mihnea Motoc                                                                                              | 2015. november 17.  | 2017. január 4.     | pártonkívüli   |                                          |
| Művelődési miniszter                                                                                      |                     |                     |                |                                          |
| Vlad Alexandrescu                                                                                         | 2015. november 17.  | 2016. május 4.      | pártonkívüli   |                                          |
| Corina Șuteu                                                                                              | 2016. május 4.      | 2017. január 4.     | pártonkívüli   |                                          |
| Oktatásügyi és tudományos kutatási miniszter                                                              |                     |                     |                |                                          |
| Adrian Curaj                                                                                              | 2015. november 17.  | 2016. július 7.     | pártonkívüli   |                                          |
| Mircea Dumitru                                                                                            | 2016. július 7.     | 2017. január 4.     | pártonkívüli   |                                          |
| Energiaügyi miniszter                                                                                     |                     |                     |                |                                          |
| Victor Grigorescu                                                                                         | 2015. november 17.  | 2017. január 4.     | pártonkívüli   |                                          |
| Pénzügyminiszter                                                                                          |                     |                     |                |                                          |
| Anca Dragu                                                                                                | 2015. november 17.  | 2017. január 4.     | pártonkívüli   |                                          |
| Európai alapok lehívásáért felelős miniszter                                                              |                     |                     |                |                                          |
| Aura Răducu                                                                                               | 2015. november 17.  | 2016. április 27.   | pártonkívüli   |                                          |
| Cristian Ghinea                                                                                           | 2016. április 27.   | október 26.         | pártonkívüli   |                                          |
| Dragoș Dinu                                                                                               | 2016. október 27.   | 2017. január 4.     | pártonkívüli   |                                          |
| Igazságügy-miniszter                                                                                      |                     |                     |                |                                          |
| Raluca Prună                                                                                              | 2015. november 17.  | 2017. január 4.     | pártonkívüli   |                                          |
| Környezetvédelmi, vízügyi és erdészeti miniszter                                                          |                     |                     |                |                                          |
| Cristiana Pașca Palmer                                                                                    | 2015. november 17.  | 2017. január 4.     | pártonkívüli   |                                          |
| Munkaügyi, családügyi, szociális és idősügyi miniszter                                                    |                     |                     |                |                                          |
| Claudia Costea                                                                                            | 2015. november 17.  | 2016. április 18.   | pártonkívüli   |                                          |
| Dragoș Pîslaru                                                                                            | 2016. április 18.   | 2017. január 4.     | pártonkívüli   |                                          |
| Hírközlési és tájékoztatási miniszter                                                                     |                     |                     |                |                                          |
| Marius Bostan                                                                                             | 2015. november 17.  | 2016. július 7.     | pártonkívüli   |                                          |
| Ioan Dragoș Tudorache                                                                                     | 2016. július 7.     | augusztus 10.       | pártonkívüli   | ideiglenesen, mint kancellária miniszter |
| Delia Popescu                                                                                             | 2016. augusztus 10. | 2017. január 4.     | pártonkívüli   |                                          |
| Egészségügyi miniszter                                                                                    |                     |                     |                |                                          |
| Patriciu Achimaș-Cadariu                                                                                  | 2015. november 17.  | 2016. május 20.     | pártonkívüli   |                                          |
| Vlad Voiculescu                                                                                           | 2016. május 20.     | 2017. január 4.     | pártonkívüli   |                                          |
| Ifjúsági és sportminiszter                                                                                |                     |                     |                |                                          |
| Elisabeta Lipă                                                                                            | 2015. november 17.  | 2017. január 4.     | pártonkívüli   |                                          |
| Közlekedési miniszter                                                                                     |                     |                     |                |                                          |
| Marian Costescu                                                                                           | 2015. november 17.  | 2016. július 7.     | pártonkívüli   |                                          |
| Sorin Bușe                                                                                                | 2016. július 7.     | 2017. január 4.     | pártonkívüli   |                                          |
| Társadalmi párbeszédért felelős tárca nélküli miniszter                                                   |                     |                     |                |                                          |
| Victoria Alexandru                                                                                        | 2015. november 17.  | 2017. január 4.     | pártonkívüli   |                                          |
| Parlamenti kapcsolatokért felelős tárca nélküli miniszter                                                 |                     |                     |                |                                          |
| Ciprian Bucur                                                                                             | 2015. november 17.  | 2017. január 4.     | pártonkívüli   |                                          |
| A román diaszpórával való kapcsolattartásért felelős tárca nélküli miniszter                              |                     |                     |                |                                          |
| Dan Stoenescu                                                                                             | 2015. november 17.  | 2016. július 7.     | pártonkívüli   |                                          |
| Maria Ligor                                                                                               | 2016. július 7.     | 2017. január 4.     | pártonkívüli   |                                          |
| A Miniszterelnöki Hivatal vezetője mint a kormány tagja                                                   |                     |                     |                |                                          |
| Ioan Dragoș Tudorache                                                                                     | 2015. november 17.  | 2016. szeptember 7. | pártonkívüli   |                                          |
| Paul Gheorghiu                                                                                            | 2016. szeptember 7. | 2017. január 4.     | pártonkívüli   |                                          |

## Története

### Megalakulása
A Victor Ponta vezette szociáldemokrata kormány 2015. november 4-én – a bukaresti Colectiv klubban történt halálos áldozatokat követelő diszkótűz miatt – az utcára vonuló tüntetők nyomására benyújtotta lemondását. Klaus Johannis román államfő november 10-én – a parlamenti pártokkal folytatott egyeztetést követően – Dacian Cioloșt, Románia korábbi EU-s mezőgazdasági és vidékfejlesztési biztosát kérte fel egy szakértői kormány megalakítására. November 17-én a képviselőház és a szenátus együttes ülésén – 389 támogató, két érvénytelen és 115 nem szavazat mellett – bizalmat kapott a kinevezett miniszterelnök által összeállított technokrata kormány, amely még aznap letette a hivatali esküt a Cotroceni-palotában.

### A kormány összetételének változása
Először Claudia Costea munkaügyi miniszter távozásával változott a kormány összetétele 2016 tavaszán. A miniszter asszony a közalkalmazottak bérezése kapcsán kialakult vita miatt nyújtotta be lemondását (április 14.), de tárcáját csak négy nappal később, április 18-án adta át Dragoș Pîslarunak, Dacian Cioloș miniszterelnök gazdasági tanácsadójának.
Április végén a kormányfő távozásra kérte fel Aura Răducut, az európai alapok lehívásáért felelős minisztert, mivel nem volt elégedetlen a tárcánál végbement rövid távú célok megvalósításával. Helyét Cristian Ghinea miniszterelnöki tanácsadó vette át április 27-én, azonban tárcájától még október végén megvált, mivel úgy döntött, hogy a Mentsétek meg Romániát Szövetség (USR) jelöltjeként elindul a december 11-i parlamenti választásokon. A tárcát Dragoș Cristian Dinu vette át október 27-én.
Vlad Alexandrescu művelődési miniszter Facebook-oldalán jelentette be lemondását április 27-én. A távozásra őt is a kormányfő kérte fel, a Bukaresti Nemzeti Operában kirobbant botrány miatt, miután Alexandrescu rövid időn belül négyszer nevezett ki új igazgatót a fővárosi intézmény élére. A minisztérium vezetését Corina Șuteu vette át május 4-én.
Miután a román sajtóban több oknyomozó írás jelent meg, amelyek szerint a Hexi Pharma nevű vállalat hétszeresen felhígított fertőtlenítőszert adott el a piaci árhoz képest tízszer magasabb áron romániai kórházaknak, ügyészségi vizsgálat indult. Az újabb botrány most az egészségügyi miniszter, Patriciu Achimaș-Cadariu távozását eredményezte (május 9.). A minisztérium vezetését május 20-án vette át Vlad Voiculescu.
Cioloș kormányfő július 5-én jelentette be, hogy hivatalosan is átalakítja kabinetjét. Négy miniszterét menesztette, úgymint az oktatásügyi és tudományos kutatási minisztert, a hírközlési és tájékoztatási minisztert, a közlekedési minisztert, valamint a diaszpórával való kapcsolattartásért felelős tárca nélküli minisztert. Az átalakítást azzal magyarázta, hogy „új lendületet, más ritmust kíván” a kabinetjétől. Klaus Johannis államfő két nappal később kinevezte az új minisztereket, Mircea Dumitrut az oktatási tárca, míg Sorin Bușét a közlekedési tárca élére, ugyanakkor Maria Ligort a határon túli románokkal foglalkozó tárca nélküli miniszterré. A Hírközlési és Tájékoztatási Minisztérium vezetését Dragoș Tudorache kancellária miniszter vette át, ideiglenes jelleggel. A minisztérium irányítását augusztus 10-ével adta át Delia Popescunak, aki korábban az ország digitalizálásával foglalkozó ügynökség vezetője volt.
Szeptember 1-jén távozott a kormányból a belügyminiszter is. Petre Tobă azt követően mondott le, hogy a Nemzeti Korrupcióellenes Ügyészség (DNA) bűnpártolás gyanúja miatt az ellene lefolytatandó bűnvádi eljárás jóváhagyását kérte Johannis államfőtől. Az államfő szeptember 7-ei hatállyal mentette fel tisztségéből, és helyére a Miniszterelnöki Hivatal vezetőjét, Dragoș Tudorachét nevezte ki. A miniszterelnök eddigi kabinetvezetője, Paul Gheorghiu pedig elfoglalta a miniszterelnöki hivatal vezetői (kancellária miniszteri) posztot.